# مکس هاردکور
مکس هاردکور (انگلیسی: Max Hardcore؛ زادهٔ ۱۰ اوت ۱۹۵۶) یک بازیگر پورنوگرافی اهل ایالات متحده آمریکا است.